# Estancia Jesuítica San Ignacio
La Estancia Jesuítica San Ignacio de los Ejercicios, fue la última estancia construida por los jesuitas en la provincia de Córdoba (Argentina), que formaba parte de los bienes temporales de la Compañía de Jesús en esa región. Debido al alto grado de deterioro de las ruinas, éstas no forman parte del Patrimonio de la Humanidad al que sí pertenecen desde el año 2000 las estancias de Santa Catalina, Jesús María, Caroya, Alta Gracia y La Candelaria, junto a la Manzana Jesuítica de Córdoba.
Se trató de la más grande de las estancias jesuíticas de Córdoba, con una superficie total de 120 leguas cuadradas, es decir unas 280 000 hectáreas; fue la finca más grande que hayan tenido los jesuitas en Córdoba. Está ubicada en una planicie inclinada que se asoma al río Santa Rosa, y actualmente las ruinas del casco se ubican a mitad de camino entre las localidades de Santa Rosa de Calamuchita y Amboy; parte de las mismas forman parte de la localidad de San Ignacio.

## La estancia jesuítica
La Compañía de Jesús estaba bien afianzada en la ciudad de Córdoba y su jurisdicción desde principios del siglo XVII, y su Colegio y Universidad formaban el principal establecimiento educativo de todo el sur del Cono Sur, tanto para estudiantes seglares como para eclesiásticos. La Compañía buscaba, a principios del siglo XVIII, un lugar específico donde llevar a cabo sus Ejercicios espirituales, ya que aún no disponían de un espacio propio.
A mediados de la década de 1720, el superior provincial Antonio Machoni se propuso adquirir las tierras del fallecido sargento mayor Juan Clemente Baigorrí y su esposa Gabriela Tejada, en una región donde aún abundaba la población indígena de los comechingones, que llamaban a la zona el Valle de los Aolactas. Con el aporte de 52 000 pesos del benefactor Pedro Echezáraga, otros 6 000 pesos donados por el general Alonso de Alfaro y algunas donaciones menores permitieron la compra del terreno, que se hizo efectiva en 1726. Puesta bajo la dirección del padre estanciero Martín López, éste comenzó de inmediato la construcción de una capilla y algunas dependencias. La mayor parte de las construcciones fueron construidas entre los años 1735 y 1736 bajo la dirección del padre Giovanni Andrea Blanqui.
Al parecer el plan era ambicioso: de acuerdo a un relevamiento aéreo y satelital del año 2007, la estancia incluía gran cantidad de canales y terrazas, suficientes para producir unas 250 toneladas de trigo y maíz; sin embargo, los registros de la estancia hablan de cosechas anuales de una tonelada y media. De hecho, la estancia fue dedicada casi exclusivamente a la explotación ganadera.
De acuerdo a una investigación, la estancia poseía también al menos un molino hidráulico para la molienda del grano, dos telares, una herrería y una carpintería. Se criaban allí unas 50 000 cabezas de ganado vacuno, y también la mitad de las mulas que se producían en el conjunto de las seis estancias jesuíticas.
La estancia cumplió sus funciones como sede principal de los Ejercicios Espirituales, sosteniéndose con el producto del trabajo de un número indeterminado de indígenas, 239 esclavos y arrendatarios blancos, hasta la expulsión de los jesuitas del Imperio Español de 1767. La estancia pasó a estar bajo el control de la Junta de Temporalidades, que no realizó su tasación hasta dos años más tarde, cuando muchos de los objetos de culto ya habían desaparecido; los tasadores la consideraron una construcción sencilla pero sólida y de grandes dimensiones. Allí se contabilizaron 253 libros, y en la huerta se contaban 920 durazneros, 215 guindos, perales, membrilleros y nogales.

## Uso posterior
La estancia fue comprada en el año 1773 por José Antonio Ortiz del Valle, que pagó $32.366, aunque tardó muchos años en hacerlo.
La historia posterior de la estancia es oscura; en 1806 fue utilizada para albergar los prisioneros ingleses capturados en las invasiones inglesas de ese año a Buenos Aires, entre ellos Alexander Gillespie; era todavía propiedad de Ortiz, quien promovió la fuga de tres prisioneros ingleses, por lo que fue arrestado y murió en prisión. En 1833 se produjo una sublevación contra el gobernador José Vicente Reinafé, que derrotó a los rebeldes en Yacanto de Calamuchita, y los líderes fueron fusilados en San Ignacio, donde estaban alojadas las tropas leales.
Su superficie fue gradualmente subdividida en partes menores; en una de ellas se encuentra la actual ciudad de Santa Rosa de Calamuchita. Las instalaciones principales fueron abandonadas, y en 1898 el nuevo propietario, Manuel Verde, ordenó la construcción de una nueva casa para reemplazar la antigua, ya en ruinas. Un camino de acceso contribuyó a dañar también los tapiales. En 1933, monseñor Pablo Cabrera —obispo e historiador— escribió que el edificio principal estaba en ruinas, y apenas si hizo mención a la capilla, que estaba aún en peor estado.
En torno del 85% de la mampostería de piedra y adobe ya no existe; en 1969, el arquitecto Mario Buschiazzo, destacado por la restauración de gran cantidad de edificios históricos, declaraba que de sus restos no quedaba «absolutamente nada». De hecho, creía, como los habitantes de la zona, que estos habían quedado sumergidos por el Embalse Ministro Pistarini; no obstante, los restos permanecían en un lote aislado, cubiertos de algarrobos jóvenes y más antiguos, dentro del loteo que dio origen al pueblo de San Ignacio.
En el año 1961, una organización religiosa no reconocida, los Caballeros Americanos del Fuego (CAFH), adquirió el lote que incluye las ruinas dentro del pueblo de San Ignacio. Se trataba de una organización ocultista, con vínculos con José López Rega, dirigida por el italiano Santiago Bovisio; la muerte de su hijo en algún lugar de las ruinas dio lugar a la ocupación del predio por el Ejército Argentino durante la última dictadura. Tras la recuperación de las ruinas por parte de los CAFH, estos se dedicaron a excavar en búsqueda de algo de valor, mientras derribaban lo que aún quedaba en pie.

## Las ruinas
De la capilla no queda mucho más que el piso, con algunos lienzos de pared de abobe crudo. De la fachada apenas quedan las bases, de un frente de estilo barroco que tuvo tres campanas en tres vanos independientes. De las demás construcciones sólo quedan trozos de paredes, algunas de varios metros de altura, pero que no conservan prácticamente nada de su forma inicial, excepto algunas aberturas, sin sus puertas originales.
La vieja casona,  que se desconoce si es de la época jesuítica o de sus primeros ocupantes posteriores a la venta a particulares, estuvo en pie —aunque muy deteriorada— hasta fines del siglo XX. Conservaba aún parte de sus puertas y ventanas, e incluso algunos herrajes, pero fue casi completamente destruida por la secta ocultista que fue su dueña. De las demás construcciones, quedan montones de ladrillos y tejas rotas, y algunos restos del poderoso muro de adobe que rodeaba la huerta.
El acceso a las ruinas se hace por la ruta que lleva desde Santa Rosa de Calamuchita hacia Amboy, junto al pueblo de San Ignacio, a unos cien kilómetros de la ciudad de Córdoba.
Otros vestigios, algo más llamativos, incluyen obras hidráulicas aguas arriba, hacia Santa Rosa de Calamuchita. Los restos más notables incluyen arcos que formaban parte de un gran acueducto, y algunas acequias que aún funcionan. Se conservaron también dos hornos para fundir metal y el molino harinero.
Un proyecto del área de Patrimonio Cultural de la Agencia Córdoba Cultura, planeado para iniciarse en el año 2015, contempló una serie de investigaciones arqueológicas con el fin de recuperar lo que aún se lograra rescatar e incluir las ruinas en el «Camino de las Estancias Jesuíticas», un recorrido turístico que involucra a las otras cinco estancias.
El 17 de noviembre de 2017, el correspondiente yacimiento arqueológico en la Comuna de San Ignacio fue declarado "Monumento Histórico Provincial" por la Legislatura de la provincia de Córdoba.